# Lou Jiahui
Lou Jiahui (26 de maio de 1991) é uma futebolista chinesa que atua como meia.

## Carreira
Lou Jiahui integrou o elenco da Seleção Chinesa de Futebol Feminino, nas Olimpíadas de 2008. 